# Heysel

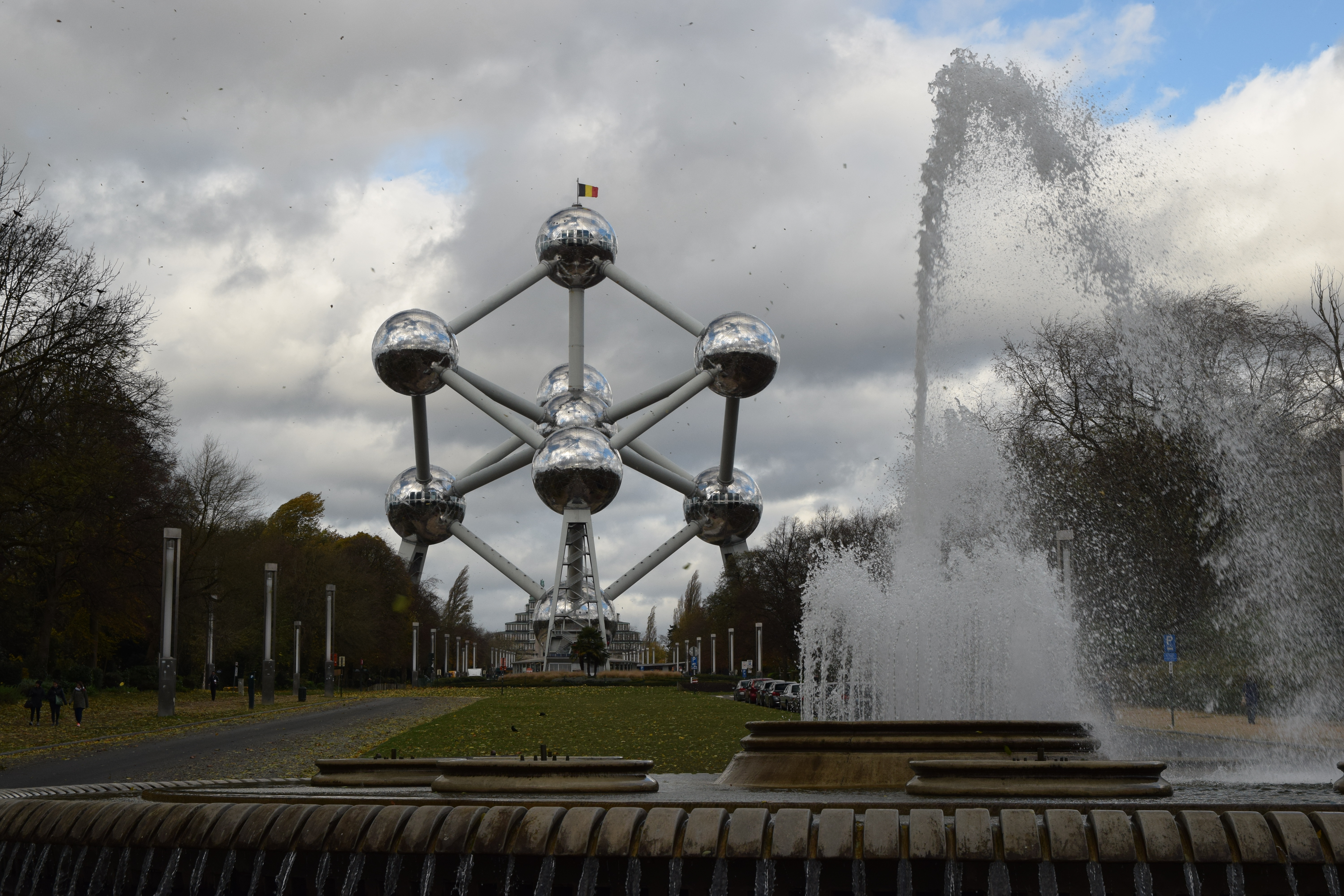

Heysel eller Heizel är ett område i Bryssel. Här ligger Kung Baudouin-stadion (tidigare Heyselstadion), Atomium och det mässområde som var plats för världsutställningarna 1935 och 1958.